# جان فنینگ
جان فنینگ (انگلیسی: John Fenning; ۲۳ ژوئن ۱۸۸۵ – ۳ ژانویهٔ ۱۹۵۵) قایقران روئینگ اهل بریتانیا بود.